# Mark McMorris
Mark McMorris (Regina, 9 de diciembre de 1993) es un deportista canadiense que compite en snowboard, especialista en las pruebas de slopestyle y big air.
Participó en tres Juegos Olímpicos de Invierno, Sochi 2014, Pyeongchang 2018 y Pekín 2022, obteniendo en cada participación una medalla de bronce en la prueba de slopestyle.
Ganó tres medallas en el Campeonato Mundial de Snowboard, entre los años 2013 y 2021. Adicionalmente, consiguió veinticuatro medallas en los X Games de Invierno.

## Medallero internacional
| Juegos Olímpicos   | Juegos Olímpicos            | Juegos Olímpicos  | Juegos Olímpicos |
| Año                | Lugar                       | Medalla           | Prueba           |
| ------------------ | --------------------------- | ----------------- | ---------------- |
| 2014               | Sochi (Rusia)               | Medalla de bronce | Slopestyle       |
| 2018               | Pyeongchang (Corea del Sur) | Medalla de bronce | Slopestyle       |
| 2022               | Pekín (China)               | Medalla de bronce | Slopestyle       |
| Campeonato Mundial |                             |                   |                  |
| Año                | Lugar                       | Medalla           | Prueba           |
| 2013               | Stoneham (Canadá)           | Medalla de plata  | Slopestyle       |
| 2019               | Park City (Estados Unidos)  | Medalla de plata  | Slopestyle       |
| 2021               | Aspen (Estados Unidos)      | Medalla de oro    | Big air          |

| X Games de Invierno | X Games de Invierno    | X Games de Invierno | X Games de Invierno |
| Año                 | Lugar                  | Medalla             | Prueba              |
| ------------------- | ---------------------- | ------------------- | ------------------- |
| 2011                | Aspen (Estados Unidos) | Medalla de plata    | Slopestyle          |
| 2012                | Aspen (Estados Unidos) | Medalla de oro      | Big air             |
| 2012                | Aspen (Estados Unidos) | Medalla de oro      | Slopestyle          |
| 2013                | Aspen (Estados Unidos) | Medalla de oro      | Slopestyle          |
| 2013                | Aspen (Estados Unidos) | Medalla de plata    | Big air             |
| 2013                | Tignes (Francia)       | Medalla de plata    | Slopestyle          |
| 2014                | Aspen (Estados Unidos) | Medalla de plata    | Slopestyle          |
| 2015                | Aspen (Estados Unidos) | Medalla de oro      | Big air             |
| 2015                | Aspen (Estados Unidos) | Medalla de oro      | Slopestyle          |
| 2016                | Aspen (Estados Unidos) | Medalla de oro      | Slopestyle          |
| 2016                | Aspen (Estados Unidos) | Medalla de plata    | Big air             |
| 2017                | Aspen (Estados Unidos) | Medalla de bronce   | Big air             |
| 2017                | Aspen (Estados Unidos) | Medalla de bronce   | Slopestyle          |
| 2017                | Oslo (Noruega)         | Medalla de oro      | Big air             |
| 2018                | Aspen (Estados Unidos) | Medalla de bronce   | Slopestyle          |
| 2019                | Aspen (Estados Unidos) | Medalla de oro      | Slopestyle          |
| 2019                | Aspen (Estados Unidos) | Medalla de plata    | Big air             |
| 2020                | Aspen (Estados Unidos) | Medalla de plata    | Big air             |
| 2020                | Hafjell (Noruega)      | Medalla de oro      | Big air             |
| 2020                | Hafjell (Noruega)      | Medalla de plata    | Slopestyle          |
| 2022                | Aspen (Estados Unidos) | Medalla de oro      | Slopestyle          |
| 2023                | Aspen (Estados Unidos) | Medalla de oro      | Slopestyle          |
| 2024                | Aspen (Estados Unidos) | Medalla de plata    | Slopestyle          |
| 2025                | Aspen (Estados Unidos) | Medalla de plata    | Slopestyle          |